# Рају (Васлуј)
Рају (рум. Raiu) насеље је у Румунији у округу Васлуј у општини Мурђени. Oпштина се налази на надморској висини од 37 m.

## Становништво
Према подацима из 2002. године у насељу је живело 720 становника, од којих су сви румунске националности.